# Ivana Radović
Ivana Radović, född 8 augusti, 2000, är en volleybollspelare (vänsterspiker). 
Radović spelar i ŽOK Gacko, i den bosniska högstaligan. Tidigare har hon spelat med ŽOK Jedinstvo Brčko i samma liga. Radović spelar med Bosnien och Hercegovinas landslag och har med dem deltagit i EM 2021 och vunnit European Silver League 2021.